# Kirchspielslandgemeinde Mildstedt
Die Kirchspielslandgemeinde Mildstedt war eine Gemeinde im Kreis Husum (vom 1. Oktober 1932 bis zum 30. September 1933 Kreis Husum-Eiderstedt).

## Geographie

### Fläche und Einwohnerzahl
Die Kirchspielslandgemeinde hatte am 16. Juni 1925 insgesamt 4264 Einwohner an 38 Wohnplätzen. Am 1. Oktober 1930 betrug ihre Fläche 71,24 km2.

### Nachbargemeinden
Nachbargemeinden waren im Uhrzeigersinn im Norden beginnend die Kirchspielslandgemeinden Schwesing, Ostenfeld und Schwabstedt (alle im Kreis Husum), die Gemeinden Koldenbüttel und Witzwort (beide im Kreis Eiderstedt) sowie die Gemeinde Simonsberg und die Stadt Husum (beide wiederum im Kreis Husum).

## Geschichte
Mit der Verordnung vom 22. September 1867 wurden in der preußischen Provinz Schleswig-Holstein die selbständigen Landgemeinden eingeführt. Anders als im übrigen Provinzgebiet gab es im Westen Schleswig-Holsteins, nämlich in Dithmarschen und im Kreis Husum, eine besondere Form der kommunalen Verwaltung. Diese wurde unangetastet übernommen. So wurden aus den Gebieten der Kirchspiele, in denen bereits weltliche Strukturen vorhanden waren, politische Gemeinden, die Kirchspielslandgemeinden.
Die in den Kirchspielslandgemeinden als "Untereinheit" vorhandenen Dorfschaften und Dorfgemeinden wurden am 1. April 1934 zu selbständigen Gemeinden/Landgemeinden. An diesem Tag wurde ebenfalls die Kirchspielslandgemeinde Mildstedt aufgelöst. Es wurden an ihrer Stelle die Gemeinden Ipernstedt, Mildstedt, Oldersbek, Osterhusum, Rantrum, Rödemis, Rosendahl und Südermarsch neu gebildet.